# Llista dels déus germànics
Els déus germànics estan dividits entre els llinatges dels Æsir i el dels Vanir, i de vegades alguns Jötun també en formen part, per tant, la línia divisòria entre aquests tres grups és, a vegades, poc clara. No obstant això, normalment s'accepta que els Æsir (entre els quals es troben els déus Odin, Thor i Týr) eren déus guerrers mentre els Vanir (Njord, Freya i Frey) eren déus de la fertilitat. Diversos grups d'éssers de la mitologia escandinava, com els elfs, el gnoms i els Jötun tenien déus menors, petits cultes i lloc sagrats dedicats exclusivament a ells tot i no formar part d'un dels dos llinatges divins: 
- Ægir, Sobirà del mar i déu dels aspectes benignes d'aquest. Esposa:Ran
- Anðrimnir, Xef dels déus.
- Astrild, Deessa menor de l'amor.
- Baldr (Phol), Déu de la bellesa, la innocència i de la pau. Esposa: Nanna
- Bor, Pare d'Odin, Vili i Ve. Esposa: Bestla
- Bragi (Brego), Déus de la poesia. Esposa: Iðunn
- Buri, El primer déu i pare de Bor
- Byggvir, Déu menor de la cervesa. Esposa: Beyla
- Dagr, Deú del dia, fill de Delling i Nótt
- Delling, Déu de l'albada i para de Dagr amb la deessa Nótt
- Eir, Deessa de la curació.
- Elli, Deessa de la vellesa.
- Forseti (Forasizo), Déu de la justícia, la pau i la veritat. Fill de Baldr i Nanna
- Freia (Frowa), Deessa de l'amor, la sexualitat i la fertilitat. Marit: Ódr
- Freyr (Fro Ing), Déu de la fertilitat. Esposa: Gerd
- Frigg (Frick), Deessa del matrimoni i la maternitat. Marit: Odin]
- Fulla
- Gefjun
- Haenir
- Hel (Hellia), Sobirana del Helheim, el món subterrani nòrdic.
- Heimdall (Iring, Rigr), Guardià de l'Ásgard, el món dels déus del llinatge del Æsir
- Hermod (Hermut)
- Hlin
- Hödr
- Hönir
- Holler
- Huldra
- Iðunn, Deessa de la joventut, portadora de les pomes que permeten que els déus sobrevisqui fins al Ragnarök. Marit: Bragi
- Jord (Erda), Deessa de la terra. Mare de Thor
- Kvasir
- Laga
- Lofn
- Loki, Déu del foc i la malícia. Esposa: Sigyn
- Magni
- Mani
- Miming
- Mimir (Mime)
- Modi
- Nanna, muller de Baldr i mare de Forseti
- Nerthus, deessa esmentada per Tacitus. El seu nom té relació amb Njord
- Njord
- Nótt, deessa de la nit, filla de Narvi i mare d'Aud, Jord i Dagr, els pares dels quals són Naglfari, Annar i Delling respectivament.
- Odin (Wodan), Sobirà dels Æsir. Déu de la saviesa i la guerra. Esposa: Frigg
- Óttar
- Ran, Deessa dels aspectes malignes del mar i guardiana dels ofegats. Marit: Ægir)
- Saga, una Asynjur o Aesir femella
- Sif, Una Ásynja de la qual es creu que ajuda a fer créixer el camps. Marit: Thor
- Sigyn, Esposa de Loki, al qual li dona dos fills, Vali i Narvi
- Sjöfn
- Skírnir
- Snotra
- Sunna
- Thor (Donar), Déu de la força i el tro. Esposa: Sif
- Þrúðr
- Týr
- Ullr (Wulder)
- Vali
- Var (Wara)
- Ve Un dels tres déus de la creació. Germà d'Odin i Vili
- Vidar
- Vili Un dels tres déus de la creació. Germà d'Odin i Ve
- Vor